# Noorderhof

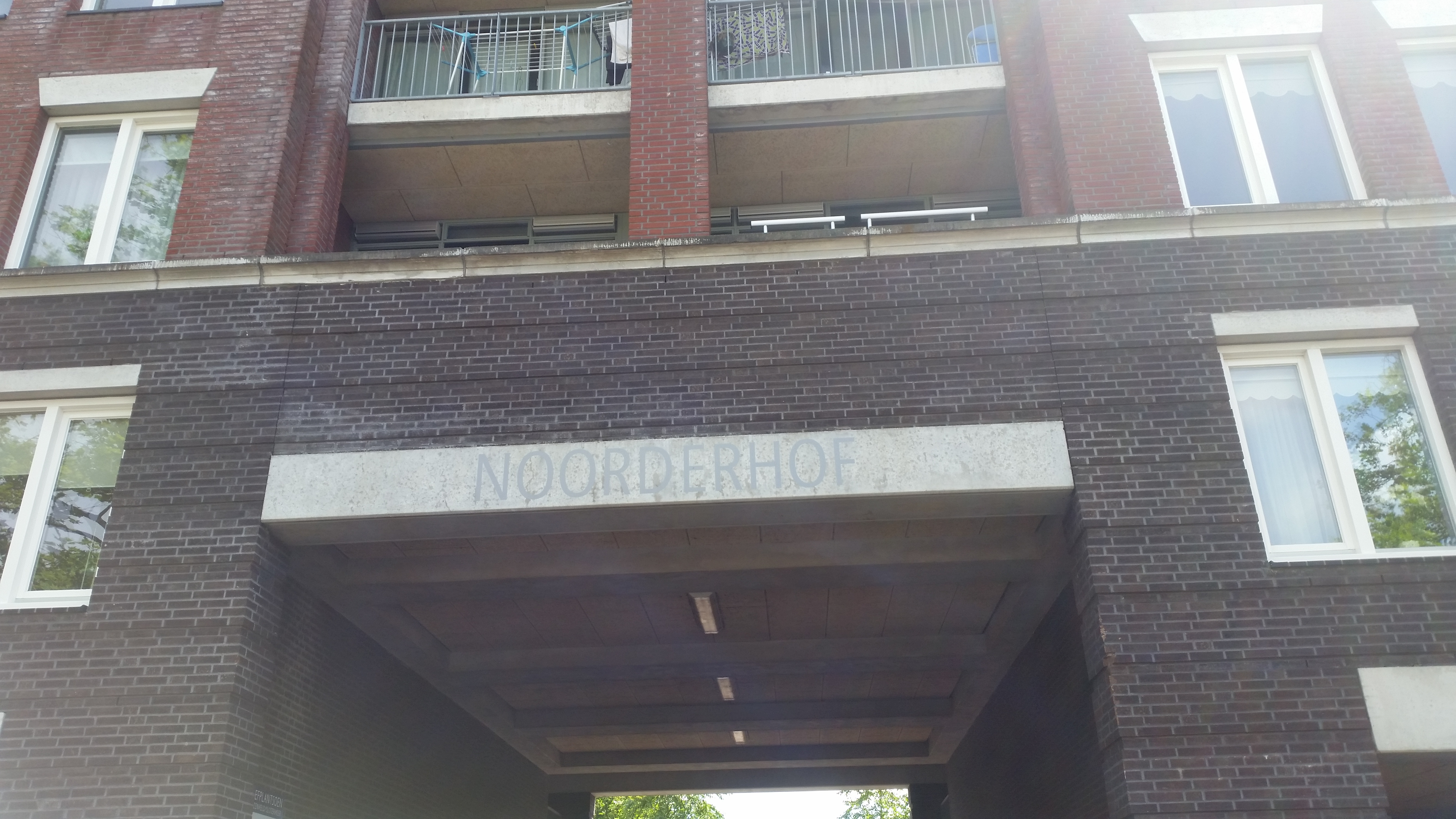
Ingang Noorderhof aan de Slotermeerlaan met onderdoorgang naar het J.F. Berghoefplantsoen (juli 2020)

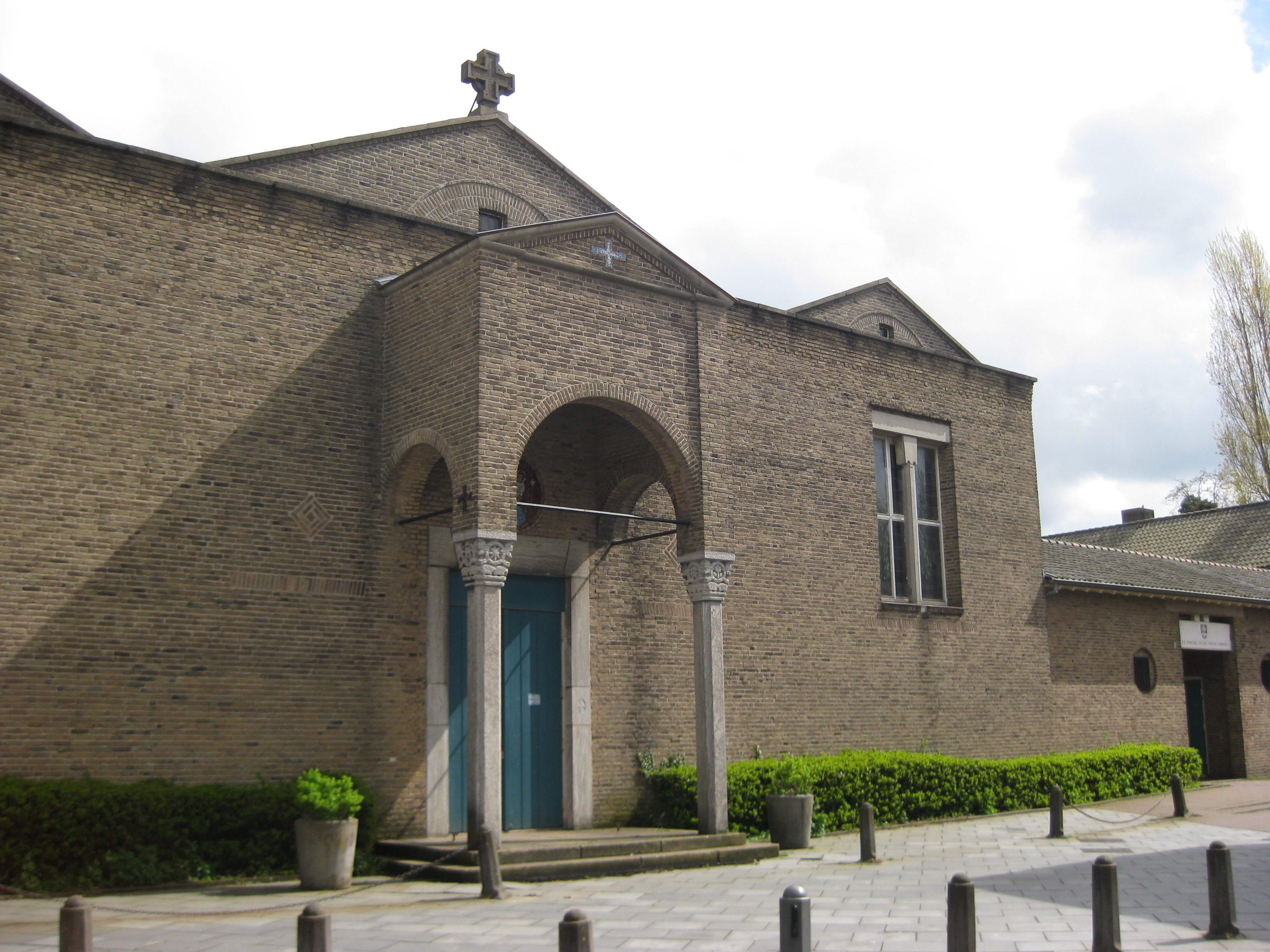
De Onze Lieve Vrouwe van Lourdeskerk staat in het hart van het Noorderhof.

Noorderhof is een buurt in het Amsterdamse stadsdeel Nieuw-West, voorheen stadsdeel Geuzenveld/Slotermeer. De wijk wordt begrensd door de Slotermeerlaan in het westen, het parkeerterrein van het Sloterparkbad in het zuiden, de Frans Bastiaansestraat in het oosten en de Burgemeester Röellstraat in het noorden. Het stedenbouwkundig ontwerp werd in de jaren negentig van de 20e eeuw door het Berlijnse bureau van de Luxemburgse architect Rob Krier en zijn partner Christoph Kohl vervaardigd in samenwerking met woningcorporatie Het Oosten en het stadsdeel. De bouw van de wijk, die 230 woningen telt, startte in 1995 en is voltooid in 1999.

## Geschiedenis
Het terrein waar de Noorderhof is gebouwd was tot de jaren negentig bebouwd met een aantal schoolgebouwen, een tehuis voor verstandelijk gehandicapten en een kerk, die als enige gebouw behouden bleef. Deze kerk dateert uit 1955 en is ontworpen door architect Marinus Jan Granpré Molière. Oorspronkelijk heette de kerk de Onze Lieve Vrouwe van Lourdeskerk. De naam is in 1995 gewijzigd in Het Nieuwe Verbond. Aan de zuidzijde van de wijk staat een halfronde portiekflat van vijf lagen, die de Noorderhof deels omringt. Deze is in 1988 naar ontwerp van architect Lopes Cardozo gebouwd en wordt door buurtbewoners De Banaan genoemd. De flat is volledig geïntegreerd in het ontwerp voor de Noorderhof.

## Bebouwing
Noorderhof is om de gehandhaafde kerk gebouwd en kent een uitgesproken dorps karakter. Architect Krier staat bekend om zijn traditionalistische stijl. In zijn visie dienen de oude Europese binnensteden een voorbeeld te zijn voor stedelijke nieuwbouw. Met intieme, karakteristieke, herkenbare en historiserende architectuur en stedenbouw, die zijn referenties zoekt in bestaande structuren en patronen, wil hij buurten met een duidelijke eigen identiteit creëren om zo een antwoord te formuleren op de door velen als kil en onpersoonlijk ervaren functionalistische nieuwbouwwijken van de laatste decennia van de 20e eeuw. Onder zijn supervisie hebben vijf architectenbureaus (het Frans/Belgische Atlante, Franz Demblin uit Wenen en de Amsterdamse architecten Joris Deur, Kees Peterse en Mark Tuerlings) de diverse woningen ontworpen.
Langs de drukke Slotermeerlaan en Burgemeester Röellstraat zijn appartementenblokken van vier tot zes lagen gebouwd. Deze bevatten poorten en halfronde uitbouwen die refereren aan de klassieke stadspoorten en muurtorens uit de Middeleeuwen. Er is met het Granpré Molièreplein een 'dorpsplein' geschapen, waaromheen intieme straten met kleinschalige hofjes zijn gesitueerd. De bebouwing bestaat uit verschillende woningen met allerlei historische verwijzingen. De meeste daarvan zijn eengezinswoningen en tellen twee bouwlagen. Alleen op het Granpré Molièreplein is één geveltype toegepast ten behoeve van een eenduidig beeld. Op het niveau van de individuele woning is gevarieerd in detaillering door toepassing van verschillende geveltypen, metselwerkverbanden, ramen, deuren, kozijnen, ornamenten, goothoogten en gevellijsten. Om toch eenheid te scheppen is in de hele wijk rode baksteen als belangrijkste materiaal toegepast. Ook de bestrating en de openbare verlichting zijn aan het karakter van de wijk aangepast.
De stedenbouwkundige opzet en de architectonische invulling van Noorderhof staan hiermee haaks op de open bebouwingswijze en het ruimtelijke karakter van de Westelijke Tuinsteden, die gebouwd zijn volgens de uitgangspunten van het nieuwe bouwen en vertaald in het Algemeen Uitbreidingsplan van Cornelis van Eesteren uit 1935.
De waardering van de wijk is wisselend. Terwijl verschillende architecten en stedebouwkundigen de opvattingen van Krier over architectuur en stedenbouw en zijn werk met dedain en soms vernietigende kritieken als truttig en achterhaald bestempelden, bleken de woningen erg gewild. Vergelijkbare projecten als Brandevoort in Helmond en Haverleij in Den Bosch waren eveneens direct succesvol. Dat is de reden dat de wijk inmiddels is uitgebreid met 124 woningen, die ten zuiden en oosten van de halfronde portiekflat en ten westen van de jachthaven aan de Sloterplas zijn verrezen, in dezelfde stijl als de bestaande bouw. De bouw van dit deel, Noorderhof Zuid genoemd, duurde van 2015 tot de zomer van 2018.

## Straatnamen
De straten in de wijk zijn vernoemd naar Nederlandse architecten uit de 20e eeuw. Allen zijn tijdgenoten van M.J. Granpré Molière en maakten deel uit van de Delftse School:
- J.F. Berghoef
- M.J. Granpré Molière
- H.M. Kraaijvanger
- A.J. Kropholler
- Dom H. van der Laan
- J.J.M. Vegter
- A. Eibink
- G. Friedhoff
- Th. J. Lammers
- G.J.M. Sarlemijn
- H.T. Zwiers

Daarnaast ligt een aantal adressen aan de reeds bestaande straten Slotermeerlaan en Noordzijde.

## Bereikbaarheid
Aan de zuidkant van de wijk ligt het eindpunt van tramlijn7. Deze lijn heeft aan de westzijde van de wijk, op de Slotermeerlaan nog een halte. Bus 369 tussen Sloterdijk en Schipol stopt ook op de Slotermeerlaan. Tramlijn 13 richting centrum stopt aan de noordwestzijde van de wijk, in de Burgemeester Röellstraat. De halte voor de andere richting bevindt zich aan de overzijde van de rotonde aldaar.
De wijk is langs twee zijden toegankelijk voor autoverkeer. Vanaf de Slotermeerlaan kan, door een poort in de bebouwing langs deze laan de Noordzijde worden bereikt. Vanaf de oostkant van de Noordzijde kan via de H.M. Kraaijvangerstraat en de Dom H. van der Laanstraat in een richting om het noordelijk deel van de wijk gereden worden. Fietsers en voetgangers kunnen vanaf die kant wel rechtstreeks over de Noordzijde de wijk betreden.
De wijk ligt op loopafstand van het westelijk deel van het Sloterpark, de noordoever van de Sloterplas, het Sloterparkbad en Plein '40-'45.

 Abberdaan · Admiralenbuurt · Amstel III · Amsteldorp · Amstelkwartier · Andreas Ensemble · Apollobuurt · ArenAPoort · Bajeskwartier · Banne Buiksloot · Bedrijventerrein Sloterdijk · Bellamybuurt · Betondorp · Bijlmer · Binnenstad · Bloemenbuurt · Borgerbuurt · Borneo · Bos en Lommer · Buiksloot · Buiksloterham · Buikslotermeer · Buiteneiland · Buitenveldert · Bullewijk · Burgwallen Oude Zijde · Burgwallen Nieuwe Zijde · Centrum Amsterdam Noord · Centrumeiland · Chassébuurt · Chinatown · Cremerbuurt (Amsterdam) · Cruquius · Czaar Peterbuurt · Da Costabuurt · Dapperbuurt · De Aker · De Baarsjes · De Bongerd · De Eendracht · De Heining · De Krommert · De 9 Straatjes · De Omval · De Pijp · Diamantbuurt · Driemond · Disteldorp · Dubbele Buurt · Duivelseiland · Duvelshoek · Elzenhagen · Erasmusparkbuurt · Floradorp · Frederik Hendrikbuurt · Funenpark · Gaasperdam · Gein · Geuzenveld · Gibraltarbuurt · Gouden Reael · Gulden Winckelbuurt · Grachtengordel · Haarlemmerbuurt · Hallenkwartier · Haven-Stad · Haveneiland · Havenstraatterrein · Helmersbuurt · Het Funen · Holendrecht · Hoofddorppleinbuurt · Houthaven · IJ-oevers · IJburg · IJdock · IJplein · Indische Buurt · Jan Maijenbuurt · Java-eiland · Jeruzalem · Jeugdland ·Jodenbuurt · Jordaan · Julianapark · Kadijken · Kadoelen · Kattenburg · Kinkerbuurt · KNSM-eiland · Kolenkitbuurt · Kop van Jut · Van der Kunbuurt · Laan van Spartaan · Landlust · Landstrekenbuurt · Lastage · Leidsebuurt · Lutkemeer · Marathonbuurt · Marineterrein · Marken · Marktkwartier · Medisch Centrum Slotervaart · Mercatorbuurt · Middelveldsche Akerpolder · Molenwijk · Museumkwartier · Nellestein · Nieuw Sloten · Amsterdam Nieuw-West · Nieuwe Pijp · Nieuwendam · Nieuwendammerdijk en Buiksloterdijk · Nieuwendammerham · Nieuwezijde · Nieuwmarkt · Noorderhof · Noordoever Sloterplas · Noordse Bos · Olympisch Kwartier · Omval · Ookmeer · Oostelijk Havengebied · Oostelijke Eilanden · Oostelijke Handelskade · Oostenburg · Oosterdokseiland · Oosterparkbuurt · Oostoever Sloterplas · Oostpoort · Oostzanerwerf · Osdorp · Oud Osdorp · Oud-Oost · Oud-West · Oud-Zuid · Oude Pijp · Oudezijde · Overamstel · Overhoeks · Overtoombuurt · Overtoomse Buurt · Overtoomse Veld · Park Haagseweg · Park de Meer · Plan van Gool · Plan West · Plan Zuid · Planciusbuurt · Plantagebuurt · Postjesbuurt · Prinses Irenebuurt · Rapenburg · Reigersbos · Riekerpolder · Rieteilanden · Rietlanden · Rivierenbuurt · Robert Scottbuurt · Roeterseiland · Ruigoord · Schinkel (bedrijventerrein) · Schinkelbuurt · Science Park · Sloten · Sloterdijk · Sloterdijk-Centrum · Slotermeer · Slotervaart · Sluisbuurt · Spaarndammerbuurt · Spieringhorn · Sporenburg · Sportheldenbuurt · Staatsliedenbuurt · Stadionbuurt · Steigereiland · Strandeiland · Teleport · Transvaalbuurt · Trompbuurt · Tuindorp Buiksloot · Tuindorp Buiksloterham · Tuindorp Nieuwendam · Tuindorp Oostzaan · Tuttifruttidorp · Van Tijenbuurt · Uilenburg · Universiteitskwartier · Valkenburg · Van der Kunbuurt · Van der Pekbuurt · Van Lennepbuurt · Venserpolder · Vlooienburg · Vogelbuurt · Vogeldorp · Vogeltjeswei · Volewijck · Vondelparkbuurt · Vrije Geer · Waalseiland · Watergraafsmeer · Waterlandpleinbuurt · Waterwijk · Weesp · Weesperbuurt · Weespertrekvaartbuurt · Weesperzijde · Westelijke Eilanden · Westelijke Tuinsteden · Westerdokseiland · Westerpark · Westpoort · Willemspark · Wittenburg · Zeeburg · Zeeburgereiland · Zeeheldenbuurt · Zuidas · Zuideramstel